# 顎口上綱
顎口上綱（がっこうじょうこう、Gnathostomata）は、脊椎動物に属する動物の一群である。

## 分類
円口類を分かれ顎を進化させた脊椎動物をまとめた分類群である。顎口類のステムグループ（翼甲類やガレアスピス類、骨甲類）は顎を持っておらず、その中から顎を獲得したグループが進化した。現在は硬骨魚類と軟骨魚類のみが生き残っている。
分類学的には伝統的に上綱として扱われ、魚類、鳥類、哺乳類などを含む。一方、顎のない脊椎動物（円口類と初期の顎口類を含む側系統群）は無顎類と呼ばれる。

## 顎の起源
顎は、かつてえらを支える器官（鰓弓）だったものが発達し、次第に効率的に口を開け閉めして水をえらに運ぶ働きを持つようになったものだと考えられている。こうして口は次第に大きく、幅広くなり、獲物を獲得しやすくなっていった。やがて口を開け閉めするのにさらに力が必要になり、ついには顎になったと考えられている。

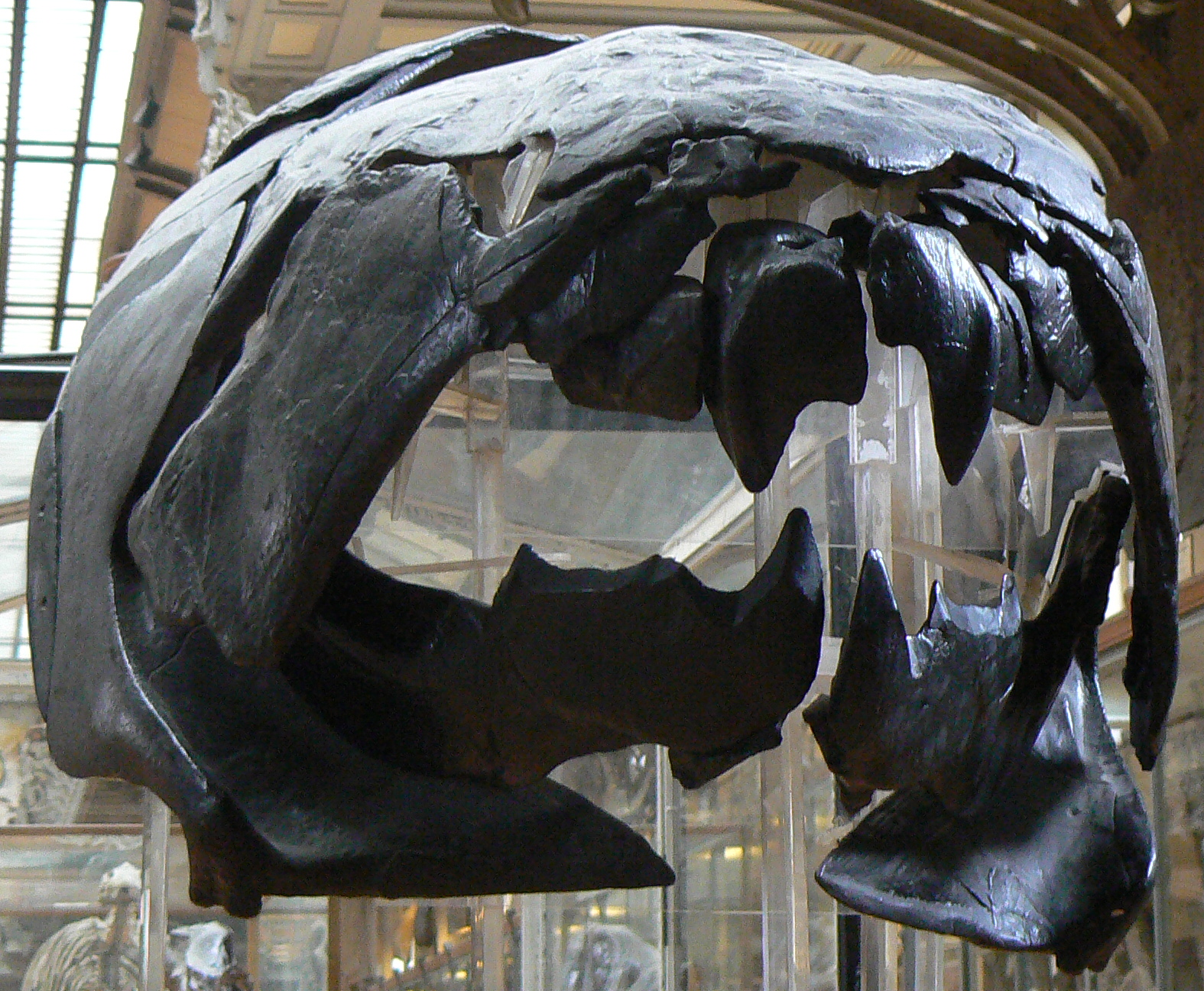
ダンクルオステウスの頭骨

板皮類は鋭い骨盤を歯の代わりに使う。ダンクルオステウスなどは下顎だけではなく上顎も動かすことができたため、口を大きく開けることができた。

## 他の特徴
顎口上綱の生物のもう2つの大きな特徴は、ニューロンの髄鞘と適応免疫（獲得免疫）系である。

## 進化
顎口上綱はオルドビス紀に初めて登場し、デボン紀には一般的になった。現在では円口類を除くすべての脊椎動物を占めている。

### 競争
なお、顎口類の進化により、顎を持たないステム顎口類の多くの種が衰退ないし絶滅に追いやられた可能性がある。